# 史记勋
史记勋（1554年—1600年），字稽叔，号忠屿，浙江余姚人，明朝政治人物，進士出身。

## 生平
萬曆七年（1579年）己卯科浙江乡试第十四名举人，万历十一年（1583年）登癸未科二甲第七名进士，兵部觀政，本年授南京刑部主事。十五年升官郎中，十七年迁任湖广德安府知府。万历十八年（1590年）丁父艰。服阙后，二十一年补任四川，任重庆府知府。次年调任彰德府知府。二十五年丁憂，二十六年考察致仕。

## 家族
曾祖史鵷，府同知。祖父史桂，监生，以子史鈳贈翰林院编修。父史铨，举人、知县。母钱氏。重庆下。弟記華、記功、記纯、記緒、記成、記综。孫史尚轍，順治戊戌進士。